# Amador de Guarda
Amador de Guarda o de Portugal (Monsanto, Districte de Castelo Branco, data indeterminada durant l'Edat mitjana) fou un eremita portuguès. És venerat com a sant per l'Església catòlica. No s'ha de confondre amb Amador d'Auxerre, Amador de Martos ni amb el llegendari Amador de Ròcamador.

## Vida
Fou natural de Monsanto, al límit del Bisbat de Guarda. Es retirà a fer vida eremítica a l'ermita de São Pedro de Vir-a-Corça, on visqué virtuosament durant molts anys. Un dia hi recollí un nounat abandonat, al que crià i educà, i que esdevingué sacerdot i també eremita al mateix lloc. Amb el temps, a la cova on vivien s'edificà una ermita.
Ricarda era una dona de Monsanto de molt mal caràcter, que ja s'havia barallat amb tothom, menys amb l'ermità Amador. Ningú no sabia d'on havia vingut ni el seu nom, però per la seva benvolença era anomenat Amador. Ricarda conversava amb Amador i, a canvi de la seva companyia, li portava pa i aigua fresca. No obstant això, ella no canvià el seu caràcter. Un dia que la dona marxà lluny, en tornà amb un nen petit, fill seu. Amador li demanà que deixés batejar el nen, però Ricarda no en volia; cridà al nen dient-li que era un ploraner i que no tindria amics, sinó que se l'emportarien els dimonis. Només dir-ho, un grup de dimonis aparegueren i agafaren el nen, portant-lo als aires, mentre el terra s'obria i empassava Ricarda.
Amador pregà per salvar el nen i feu que el nen caigués, sense rebre cap mal, als seus peus. L'eremita el crià; demanà ajut a Déu, que l'envià una daina que cada dia nodria el nen amb la seva llet. El nen, en créixer, es feu sacerdot a la mateixa ermita, i Amador l'ajudava en els oficis. Un dia li fou revelat que el pare del jove sacerdot era mort i patia al purgatori, i Amador li digué al jove per tal que pregués i digués misses per la seva salvació, cosa que assolí, ja que una nova revelació feu saber a Amador que ja era salvat. El jove assistí Amador quan morí, en llaor de santedat, i el sebollí sota l'altar de l'església.
Ell mateix continuà tenint cura de l'ermita, seguint la manera de viure del seu mestre i, en morir, fou enterrat amb Amador.

## Veneració
L'ermita es convertí en comptes de pelegrinatge, i s'atribuïen miracles a la intercessió del sant, com també la protecció contra les plagues de pugó i llangardaixos als camps. Algunes esglésies, sobretot a la diòcesi de Guarda, li són dedicades. La festivitat litúrgica el dia 27 de març.